# Béost
Béost is een gemeente in het Franse departement Pyrénées-Atlantiques (regio Nouvelle-Aquitaine) en telt 197 inwoners (1999). De plaats maakt deel uit van het arrondissement Oloron-Sainte-Marie.

## Geografie
De oppervlakte van Béost bedraagt 40,8 km², de bevolkingsdichtheid is 4,8 inwoners per km².
De onderstaande kaart toont de ligging van Béost met de belangrijkste infrastructuur en aangrenzende gemeenten.

## Demografie
Onderstaande figuur toont het verloop van het inwonertal (bron: INSEE-tellingen).